# Andinoacara
Andinoacara („Andino“ für die Anden; „Acará“ Tupí-Guaraní-Ausdruck für Buntbarsche) ist eine aus acht beschriebenen Arten bestehende Gattung südamerikanischer Buntbarsche. Die Gattung kommt im nördlichen Südamerika auf der Westseite der Anden im nördlichen Peru, Ecuador sowie in West- und Nordkolumbien, im Stromgebiet des Orinoko, im südlichen Mittelamerika auf der pazifischen Seite des südlichen Costa Rica und Panama und auf der Insel Trinidad vor. Die Gattung wurde erst 2009 von einer Gruppe tschechischer Ichthyologen eingeführt und vereint die Arten die ehemaligen „Aequidens“-pulcher und „Aequidens“-rivulatus-Gruppe.

## Merkmale
Die Gattung ist bisher ungenügend diagnostiziert und morphologische Autapomorphien sind nicht benannt worden. Andinoacara-Arten sind mittelgroße Buntbarsche und werden 10 bis 20 Zentimeter lang. Ihr Körper ist seitlich abgeflacht, hochrückig und von ovaler Form. Das Kopfprofil ist gerundet, das Maul endständig. Für gewöhnlich sind sie relativ farbenprächtig. Typisch sind farbig abgesetzte Flossensäume. Von der Gattung Aequidens unterscheiden sich die Andinoacara-Arten vor allem durch den Knochenbau, die Beschuppung und die Färbung. Andinoacara-Arten sind revierbildende Substratlaicher.

## Arten
- Andinoacara pulcher-Gruppe
  - Andinoacara coeruleopunctatus (Kner 1863)
  - Andinoacara latifrons (Steindachner 1879) (Typusart)
  - Blaupunktbuntbarsch (Andinoacara pulcher Gill, 1858)
  - Andinoacara sp. „Choco“
  - Andinoacara sp. „Orinoco“

- Andinoacara rivulatus-Gruppe
  - Andinoacara biseriatus (Regan 1913)
  - Andinoacara blombergi Wijkmark, Kullander & Barriga Salazar, 2012
  - Goldsaumbuntbarsch (Andinoacara rivulatus Günther, 1860)
  - Andinoacara sapayensis (Regan 1903)
  - Silbersaumbuntbarsch (Andinoacara stalsbergi, Schindler & Staeck, 2009)

## Äußere Systematik
Andinoacarina ist nah mit den Gattungen Bujurquina und Tahuantinsuyoa verwandt und bildet mit beiden den Untertribus Andinoacarina. Beide Gattungen haben ihr Hauptverbreitungsgebiet in den Flüssen der Andenostseite.

## Belege
1. 1 2  
Claus Schaefer: Aequidens-pulcher Gruppe u. Aequidens-rivulatus Gruppe In: Claus Schaefer, Torsten Schröer (Hrsg.): Das große Lexikon der Aquaristik. Eugen Ulmer, Stuttgart 2004, ISBN 3-8001-7497-9, S. 24 u. 25.
2. 1 2  
Musilová, Z., Říčan, O., & Novák, J.: Phylogeny of the Neotropical cichlid fish tribe Cichlasomatini (Teleostei: Cichlidae) based on morphological and molecular data, with the description of a new genus. Journal of Zoological Systematics and Evolutionary Research, Volume 47, Issue 3, pages 234–247, August 2009, doi:10.1111/j.1439-0469.2009.00528.x
3. ↑  
Musilová, Z., Říčan, O., Říčanová, Š., Janšta, P., Gahura, O. & Novák, J. (2015): Phylogeny and historical biogeography of trans-Andean cichlid fishes (Teleostei: Cichlidae). Vertebrate Zoology, 65 (3): 333–350.